# Punkt (topologia)
Punkt – element przestrzeni topologicznej. W zależności od rodzaju przestrzeni, jej punktami mogą być: liczby, ciągi liczbowe (skończone lub nieskończone), punkty przestrzeni euklidesowej, punkty rozmaitości topologicznej, funkcje, ideały pierwsze pierścienia przemiennego, ideały maksymalne algebr Banacha, elementy różnych struktur algebraicznych itp.

## Przykłady
- W przestrzeni {\displaystyle \mathbb {R} ^{n}} punktem jest ciąg {\displaystyle n}-elementowy {\displaystyle (x_{1},\dots ,x_{n}).}
- Na płaszczyźnie zespolonej punktami są liczby zespolone.
- W przestrzeni Hilberta {\displaystyle \ell _{2}} punktami są nieskończone ciągi liczbowe {\displaystyle (x_{1},x_{2},\dots ,x_{n},\dots ),} dla których szereg {\displaystyle \sum \limits _{n=1}^{\infty }|x_{n}|^{2}} jest zbieżny[1][2].
- W przestrzeni funkcyjnej punktami są funkcje. Na przykład w przestrzeni {\displaystyle C[a,b]} punktami są funkcje ciągłe {\displaystyle f\colon [a,b]\to \mathbb {R} }[3].
- W przestrzeni sprzężonej z przestrzenią unormowaną {\displaystyle E} z topologią silną (albo słabą) punktami są funkcjonały liniowe na {\displaystyle E}[4].
- Punktami spektrum {\displaystyle {\text{Spec}}(R)} pierścienia przemiennego {\displaystyle R} z jedynką są jego ideały pierwsze[5].
- Dla przemiennej algebry Banacha {\displaystyle A} zbiór jej ideałów maksymalnych można utożsamiać z podprzestrzenią topologiczną sfery jednostkowej przestrzeni sprzężonej {\displaystyle A^{*}} z *-słabą topologią[6]. Zatem w tej przestrzeni punktami są ideały maksymalne algebry Banacha.
- Elementami grupy topologicznej {\displaystyle SO(3)} są macierze ortogonalne rzędu {\displaystyle 3\times 3} o wyznaczniku równym 1. Macierze te mogą być interpretowane jako punkty trójwymiarowej przestrzeni rzutowej {\displaystyle \mathbb {R} P^{3},} bo obie te przestrzenie są homeomorficzne[7].

## Własności
- W przestrzeni T1 każdy punkt jest zbiorem domkniętym[8].
- Jeżeli przestrzeń T1 ma skończoną liczbę punktów, to każdy jej podzbiór jest zarówno domknięty, jak i otwarty. W szczególności każdy jej punkt jest domknięto-otwarty.
- Każdą przestrzeń lokalnie zwartą {\displaystyle X} można uzwarcić dodając do niej jeden punkt {\displaystyle p,} a do bazy zbiorów otwartych – dopełnienia podzbiorów zwartych {\displaystyle Z} zbioru {\displaystyle X,} czyli zbiory {\displaystyle \{p\}\cup X\setminus Z} (twierdzenie Aleksandrowa)[9]. W szczególności okrąg jednostkowy jest uzwarceniem prostej {\displaystyle \{(x,y):y=0\}} za pomocą punktu {\displaystyle (0,1),} a sfera jednostkowa {\displaystyle \{(x,y,z):x^{2}+y^{2}+z^{2}=1\}} jest uzwarceniem płaszczyzny {\displaystyle \{(x,y,z):z=0\}} za pomocą punktu {\displaystyle (0,0,1)}[10].